# Wola Magnuszewska
Wola Magnuszewska – wieś sołecka w Polsce położona w województwie mazowieckim, w powiecie kozienickim, w gminie Magnuszew.
Wieś szlachecka położona była w drugiej połowie XVI wieku w powiecie wareckim  ziemi czerskiej województwa mazowieckiego.  W latach 1975–1998 miejscowość administracyjnie należała do województwa radomskiego.
Przez miejscowość przebiega droga wojewódzka nr 736.
Wierni kościoła rzymskokatolickiego należą do parafii św. Jana Chrzciciela w Magnuszewie.

## Historia
1415 - lokacja wsi Wola Magnuszewska - wsie ze słowem wola lokowano na prawie niemieckim. Wolnizna wynosiła ok. 8 do 20 lat. Osiedlani tam ludzie zwalniani byli od wszelkich podatków do czasu właściwego zagospodarowania się.
1603 - należy do parafii w Magnuszewie, a dziesięcina z tej wsi należy do plebanii.
Wola Magnuszewska - przed rokiem 1880 – wieś w powiecie kozienickim, gmina Trzebień, parafia Magnuszew. Miała 19 domów - 198 mieszkańców, 245 mórg włościańskich i 570 mórg dworskich.